# Pha That Luang
Pha That Luang (da.: Store Stupa) er et buddhistisk tempel i Vientiane, Laos. Det blev bygget i det 16. århundrede på ruinerne af et Khmertempel fra det 13. århundrede, som igen var bygget på ruinerne af et indisk tempel fra det 3. århundrede bygget af buddhistiske missionærer fra Mauryan imperiet som var udsendt af kejser Ashoka for at udbrede buddhismen.
Pha That Luang blev ødelagt af en thailandsk invasion i det 19. århundrede, men blev senere genopført i det oprindelige design. Arkitekturen i templet har mange referencer til laotisk kultur og identitet og er derfor blevet et symbol på laotisk nationalisme. 
- Wikimedia Commons har flere filer relateret til Pha That Luang

17°58′34″N 102°38′03″Ø / 17.97617°N 102.63425°Ø